# Dibenzyltoluol
Dibenzyltoluol ist ein Gemisch mehrerer chemischer Verbindungen aus der Gruppe der substituierten aromatischen Kohlenwasserstoffe. Es liegt praktisch immer als Gemisch von mehreren strukturisomeren, niederen und höheren Oligomeren des Benzyltoluols vor. Bei Raumtemperatur ist es eine farblose bis gelbliche Flüssigkeit. Die Flüssigkeit wird als stark wassergefährdend (Wassergefährdungsklasse 3) und gesundheitsschädlich eingestuft.

## Verwendung
Dibenzyltoluol wird als dielektrische Flüssigkeit in der Elektrotechnik und als Wärmeträgeröl eingesetzt. Es kann im Temperaturbereich von 5 °C bis 350 °C eingesetzt werden.
Daneben ist in den letzten Jahren seine Verwendung als flüssiger organischer Wasserstoffträger (LOHC) verstärkt in den Fokus der Forschung getreten. Dabei wird der Wasserstoff durch eine exotherme Hydrierungsreaktion chemisch an eine ungesättigte und temperaturstabile Trägersubstanz gebunden. Der Wasserstoff kann anschließend durch eine endotherme Dehydrierungsreaktion wieder freigesetzt werden. Die vollhydrierte Form von Dibenzyltoluol wird Perhydro-Dibenzyltoluol oder H18-DBT genannt.

## Herstellung
Dibenzyltoluol wird durch Reaktion von Toluol mit Benzylchlorid  via Friedel-Crafts-Alkylierung hergestellt.